# Mielőtt meghaltam
A Mielőtt meghaltam (eredeti cím: Dallas Buyers Club) 2013-ban bemutatott amerikai életrajzi dráma Jean-Marc Vallée rendezésében. A forgatókönyvet Craig Borten és Melisa Wallack írta. A valós eseményeken alapuló filmben Matthew McConaughey a HIV fertőzött Ron Woodroofot alakítja, aki nem engedélyezett gyógyszereket csempész be Texasba, amikor rájön, hogy ezzel javíthat az állapotán. Ezeket a gyógyszereket a hozzá hasonló HIV-fertőzött betegeknek is árulni kezdi, létrehozva a film eredeti, angol címét adó Dallas Buyers Clubot. Az Egyesült Államok Élelmezési és Gyógyszerészeti Hatósága ezt megpróbálja megakadályozni.
A  2013-as Torontói Nemzetközi Filmfesztiválon mutatták be, az amerikai mozikba 2013. november 1-én került. A világ többi országában november 22-én mutatták be. A film elnyerte a kritikusok tetszését, valamint számos más elismerést is kapott, főleg a két főszereplő, Matthew McConaughey és Jared Leto játékát méltatták, akik többek között a legjobb férfi főszereplőnek és a legjobb férfi mellékszereplőnek járó Oscar-díjat is megkapták. Ezzel a Ben-Hur (1959) és a Titokzatos folyó (2003) mellett ez a harmadik film, amelynek szereplői megnyerték ezt a két elismerést. A film elnyerte továbbá a legjobb sminkért járó díjat a 86. Oscar-gálán, valamint jelölték a legjobb filmnek járó díjra is. A film 2014 márciusáig 32 millió dolláros bevételt hozott, miközben a készítési költsége nem haladta meg az 5 millió dollárt.

## Cselekmény
1985-ben a villanyszerelőként és rodeós cowboyként dolgozó Ron Woodroofot HIV-vel diagnosztizálják és 30 napot jósolnak neki. Kezdetben elutasítja a diagnózist, de eszébe jut, hogy korábban védekezés nélküli nemi kapcsolatot folytatott egy drogos prostituálttal. Ront gyorsan kiközösítik a barátai és a családja, kirúgják állásából, és kilakoltatják otthonából. A kórházban Dr. Eve Saks kezeli, aki elmondja neki, hogy egy zidovudin (AZT) nevű gyógyszert tesztelnek, ami vélhetőleg meghosszabbítja a HIV fertőzöttek életét – ez az egyetlen gyógyszer, amit emberkísérletekhez engedélyeztek. Saks tájékoztatja, hogy a kórházi kísérletek során a páciensek felének a gyógyszert, másik felének placebót adnak, hogy megállapítsák, működik-e a gyógyszer. Ron lefizet egy kórházi dolgozót, hogy adjon neki AZT-t. Amint elkezdi szedni, észreveszi, hogy egészsége nagymértékben romlani kezd (amit a kokain fogyasztása tovább ront). Mikor Ron visszatér a kórházba, megismerkedik Rayonnal, egy drogfüggő, HIV pozitív transzvesztitával, akivel szemben kezdetben ellenséges. Ahogy az egészsége tovább hanyatlik, egy mexikói kórházba megy, hogy még több AZT-t szerezzen. Dr. Vass, akinek egyesült államokbeli orvosi engedélyét bevonták, elmondja Ronnak, hogy az AZT „mérgező” és „megöl minden sejtet, amivel kapcsolatba kerül”. Helyette felír neki ddC-t és protein peptid T-t, azonban ezek nem engedélyezettek az Egyesült Államokban. Három hónap múlva Ron észreveszi, hogy az egészsége sokat javult. Eszébe jut, hogy a gyógyszer behozatalával, valamint a több HIV pozitívnak történő árusításával szerezzen pénzt. A gyógyszerek behozatala törvénytelen, de Ronnak sikerül áthoznia a határon úgy, hogy papnak öltözik és megesküszik, hogy személyes használatra kellenek. Mindeközben Dr. Saks elkezdi észlelni az AZT negatív hatásait, de a felettese, Dr. Sevard azt mondja neki, hogy a tesztek nem állhatnak le.
Ron elkezdi az utcákon árulni a gyógyszert. Újra összefut Rayonnal, akit vonakodva bár, de bevesz az üzletbe, mivel sokkal több új vásárlót tud hozni. A páros létrehozza a Dallas Buyers Club-ot, amibe havi 400 dollár a tagsági díj, és hihetetlenül népszerűvé válik. Ron elkezdi tisztelni Rayont és barátjaként kezeli. Amikor Ronnak szívrohama lesz, Sevard tudomást szerez a klub létezéséről és az alternatív gyógyszerről. Dühös lesz, hogy ez megzavarja saját gyógyszerkísérleteit, miközben Richard Barkley az Élelmezési és Gyógyszerészeti Hatóság munkatársa lefoglalja a ddC-t, és Ront börtönnel fenyegeti. Saks egyetért abban, hogy a klubnak vannak előnyei (amiből ekkor már jó néhány található az országban), de tehetetlen, hogy bármit is megváltoztasson. Ő és Ron barátokká válnak.
Barkley megszerzi a rendőrség hozzájárulását, hogy razziát tartsanak a klubban, azonban mindössze bírságot adhat Ronnak. A szövetségi hatóság megváltoztatja a szabályozást úgy, hogy minden nem engedélyezett gyógyszer illegálissá válik. A klubnak elfogy a pénze, Rayon – aki kokainfüggő – sikertelenül pénzt kér az apjától, később pedig elárulja Ronnak, hogy eladta az életbiztosítását, hogy pénzt szerezzen. Így Ron újra elutazhat Mexikóba, hogy még több peptid T-t szerezzen. Amikor visszatér, megtudja, hogy Rayon meghalt, miután kórházba szállították és AZT-t kapott. Saksot szintén feldühíti Rayon halála, valamint a kórház vezetősége felszólítja, hogy mondjon le, mikor rájönnek, hogy a pácienseit a klubhoz irányítja. Ő ezt elutasítja és ragaszkodik hozzá, hogy ha távozásra akarják bírni, akkor ki kell rúgniuk.
Ahogy múlik az idő, Ron elkezd együttérzést tanúsítani a meleg és transzszexuális klubtagok iránt, és a profit egyre kevésbé lesz számára fontos – a prioritás a gyógyszer elérhetővé tétele lesz. A peptid-T beszerzése egyre nehezebb, végül 1987-ben beperli az Élelmezési és Gyógyszerészeti Hatóságot, mivel törvényesíteni akarja a jogát arra, hogy proteint szedjen, amiről megállapították, hogy nem mérgező, de még mindig nem engedélyezett. A bíró együttérez Ronnal, de nincsenek meg a jogi eszközei, hogy bármit tehessen az ügy érdekében. A film végi zárószövegből kiderül, hogy a hatóság később engedélyezte Ronnak, hogy peptid T-t szedjen személyes használatra, valamint, hogy Ron 1992-ben hunyt el, 7 évvel később, mint ahogy azt orvosai előzetesen megjósolták.

## Szereplők
| Karakter        | Színész             | Magyar hang (2014)  |
| --------------- | ------------------- | ------------------- |
| Ron Woodroof    | Matthew McConaughey | Nagy Ervin          |
| Eve             | Jennifer Garner     | Kisfalvi Krisztina  |
| Rayon           | Jared Leto          | Rába Roland         |
| Dr. Sevard      | Denis O'Hare        | Fazekas István      |
| Tucker          | Steve Zahn          | Szabó Győző         |
| Richard Barkley | Michael O'Neill     | Sebestyén András    |
| David Wayne     | Dallas Roberts      | Dévai Balázs        |
| Dr. Vass        | Griffin Dunne       | Bolla Róbert        |
| T. J.           | Kevin Rankin        | Kálloy Molnár Péter |
| Frazin nővér    | Donna DuPlantier    | Kerekes Andrea      |
| Denise          | Deneen Tyler        | Makay Andrea        |
| Rick Ferris     | Jonathan Vane       | Géczi Zoltán        |
| Clint           | JD Evermore         | Tóth Roland         |
| Rog             | Douglas M. Griffin  | Mikula Sándor       |
| Rayon apja      | James DuMont        | Konrád Antal        |
| Bíró            | Tony Bentley        | Forgács Gábor       |
| Vámtiszt        | Carl Palmer         | Jantyik Csaba       |
| Michael         | Rick Espaillat      |                     |
| Ian             | Martin Covert       | Pálfai Péter        |

## A film készítése
Woodroofról 1992-ben a The Dallas Morning News újságírója Bill Minutaglio írt egy hosszabb cikket. 1992 szeptemberében, egy hónappal Woodroof halála előtt, Craig Borten forgatókönyvíró interjút készített vele, hogy történetét vászonra vihesse. Borten többórányi anyagot vett fel, és Woodroof személyes irataihoz is hozzáfért. Borten tíz különböző forgatókönyvet készített, és úgy gondolta, hogy nagyszerű mozifilm készülhetne belőlük, ezért a 90-es évek közepén megpróbálta felkelteni az érdeklődést a film iránt, amit eredetileg Dennis Hopper rendezett volna a főszereplőt pedig Woody Harrelson játszotta volna. A megfelelő anyagi támogatás hiányában végül a film nem került elkészítésre. Jared Leto elismerte, hogy elküldték neki a forgatókönyvet, de soha nem olvasta el.
A 90-es évek végén Mark Forstert megkeresték, hogy rendezze meg a filmet Brad Pitt főszereplésével, de a forgatókönyv és személyes okok folyamatosan késleltették a film elkészítését, végül Pitt és Forster is más munkába kezdett. 2008-ra a Mielőtt meghaltamé lett Hollywood legrégebb óta halogatott forgatókönyve. Craig Gillespie és Ryan Gosling is tárgyaltak a producerekkel, de végül Jean-Marc Vallée és Matthew McConaughey írtak alá a filmre. Woodroof nővére nagyon elégedett volt a szereposztással, mivel McConaughey és Woodroof hasonló személyiséggel rendelkeztek. Korábban aggodalmát fejezte ki Brad Pitt és Ryan Gosling kapcsán, mivel az ő személyiségük nem hasonlított a bátyjáéra. McConaughey 21 kilót adott le a szerep kedvéért, 83 kilóról 62 kilóra fogyott.. Hat hónapon keresztül nem mozdult ki a texasi házából, hogy a bőre világosabb és fakóbb legyen, valamint az ismerőseivel is megszakította a kapcsolatot. Ekkor új módokat kellett találnia, hogy szórakoztassa magát, ami állítása szerint okosabbá tette őt. Amikor már majdnem 20 kilóval kevesebb volt az eredeti testsúlyánál, akkor elkezdett romlani a látása. Nagyon gyengének érezte magát, méghozzá annyira, hogy öt fekvőtámasz után kimerült. Leto 14 kilót adott le, és bevallotta, hogy abbahagyta az evést, hogy gyorsabban fogyjon, míg végül csak 52 kilót nyomott.
A film forgatása 2012 közepén kezdődött el New Orleansban. Jennifer Garner elmondta, hogy a filmet nagyon gyorsan forgatták, alig 25 nap alatt végeztek. Azt is megosztotta, hogy McConaughey „sokkal elképesztőbb alakítást nyújtott, mint amit a vásznon látni lehetett”. McConaughey kijelentette „számára ez a forgatás teljesen új élmény volt, nem volt megvilágítás, csak egy kamera és 15 perces jelenetek”.

## Bemutató
Az első előzetest 2013. augusztus 27-én mutatták be. A film a 2013-as Torontói Nemzetközi Filmfesztiválon debütált, szeptember 7-én, amit a november 1-i mozikba kerülés követett. A filmet jelölték a 2013-as Római Nemzetközi filmfesztivál legjobb filmnek járó arany Marcus Aurelius díjárra is. A Mielőtt meghaltam 2014. február 4-én jelent meg DVD-n és Blu-rayen.

## Fogadtatás

### Bevételi adatok
2014. április 7-ig a film 27 244 515 dollárt termelt Észak-Amerikában és 6 000 000 dollárt a többi országban.

### Kritikai visszhang
A film a premierjén a kritikusok és a közönség tetszését is elnyerte, különösen a két főszereplő játékát dicsérték, de a forgatókönyvet és a rendezést is méltatták. A Rotten Tomatoes weboldalon a film 177 kritika alapján 93%-on áll, „A Mielőtt meghaltam Matthew McConaughey cingár vállain nyugszik, és Ő ezt a terhet annyira méltóságteljesen cipeli, hogy ez lehet karrierje legjobb alakítása”.
Richard Corliss a Time magazin újságírója szerint McConaughey alakítása „Vakmerő, drasztikus és végtelenül meggyőző”.
Leto alakítása is több elismerést kapott. A film írói azért alkották meg Rayon karakterét, hogy megmutassák „Woodroof végül megbarátkozik egy szubkultúrával, amit korábban elítélt”. Leto több díjat is kapott alakításáért, többek között a Golden Globe-ot és élete első Oscar díját.

### Elismerések
A Mielőtt meghaltam című filmet 6 kategóriában jelölték a 86. Oscar Díjátadó Gálára, többek között a Legjobb film, a Legjobb férfi főszereplő, a Legjobb férfi mellékszereplő kategóriában.  Martin Pensa-t és Vallée-t pedig a Legjobb vágás kategóriában jelölték. Robin Mathews nyerte a Legjobb smink díjért járó díjat, pedig mindössze 250 dolláros költségvetése volt.

## A film és a valóság közötti különbségek
Rayon és Dr. Eve Saks karakterei kitaláltak voltak; az írók több transznemű, AIDS beteget és doktort meghallgattak a film készítése előtt, és az itt hallottak alapján alkották meg az előbbi karaktereket. Ugyanakkor Woodroof valóban elvesztette az összes barátját, amikor azok rájöttek, hogy HIV pozitív. A Bortennel készített interjúi során Woodroof utalt arra, hogy barátai elvesztése és a melegekkel való érintkezései a klub révén, a korábbi ellenséges nézeteinek átértékelésére ösztönözte. Mások, akik ismerték őt, viszont azt állították, hogy nem volt ellenséges a homoszexuális emberekkel szemben és saját maga is biszexuális volt. A rodeokat rendkívül kedvelte, viszont ő maga soha nem ült bikán. A film szerint 1985-ben derült fény Woodfroof betegségére, de interjúi során azt mondta Bortennek, hogy egy orvos már korábban tájékoztatta arról, hogy fertőzött. Saját bevallása szerint talán már 1981-ben megfertőződött.
Woodroofot furcsa, kívülálló magatartás jellemezte, akik ismerték azt állították, hogy mind a film, mind  McConaughey keményebb embernek állította be, mint amilyen volt, és nem volt egyértelműen melegellenes sem. Az igazi Woodroofnak volt egy exfelesége, Brenda, egy lánya és egy nővére, akiket az írók nem kerestek meg, és tudatosan kihagyták őket a forgatókönyvből is, hogy a film inkább egy karakter tanulmány lehessen.